# Daniele Zoratto
Daniele Zoratto (Esch-sur-Alzette, 15 novembre 1961) è un allenatore di calcio ed ex calciatore italiano, di ruolo centrocampista, vice-coordinatore delle nazionali giovanili maschili della Federazione Italiana Giuoco Calcio.

## Biografia
Zoratto è nato in Lussemburgo da immigrati italiani: il padre, friulano, faceva l'operaio mentre la madre, marchigiana, gestiva un bar.

## Carriera

### Giocatore

Zoratto in azione al Brescia nella stagione 1984-1985

Cresciuto nei dilettanti del Piobbico, Zoratto ha poi giocato a Casale, Bellaria, Cesena (con cui ha esordito in Serie A nella stagione 1981-1982) e Rimini, affermandosi in seguito nel Brescia Calcio portato dalla Serie C1 alla A dal 1984 al 1986.
Trasferitosi al Parma, ha giocato con i ducali a partire dal 1989, contribuendo alla prima promozione degli emiliani in Serie A, fino al 1994, vincendo una Coppa Italia, una Coppa delle Coppe e una Supercoppa UEFA. Conta una presenza in nazionale: fu, infatti, convocato da Arrigo Sacchi per una partita di qualificazione ai Mondiali del 1994 contro la Svizzera.
Lasciato il Parma, chiuse la carriera agonistica con una stagione nelle file del Padova.
In carriera ha totalizzato complessivamente 156 presenze in Serie A e 119 presenze e 3 reti in Serie B.

### Allenatore
Le prime esperienze da allenatore sono immediatamente dopo il ritiro dal calcio giocato tra i dilettanti del Voluntas Calcio, compagine bresciana. Dal 1997 allena i Giovanissimi del Brescia e dal 1999 gli Allievi.
Nel 2002 diviene collaboratore tecnico nello staff del Parma, arrivando a rivestire il ruolo di vice dal 1º giugno 2004 al 30 giugno 2006 sotto le direzioni di Silvio Baldini, Pietro Carmignani e Mario Beretta. Il 18 giugno 2005, a causa della squalifica comminata a Carmignani, è lui a guidare dalla panchina il Parma alla vittoria e alla salvezza nello spareggio di Bologna.
Il 1º luglio 2006 diventa allenatore del Modena, in Serie B, con il suo vecchio compagno Luigi Apolloni come assistente. Zoratto è stato esonerato il 1º febbraio 2007 a causa della mancanza di risultati.
Il 20 aprile 2008 viene richiamato alla guida del Modena dove va a sostituire Bortolo Mutti, e viene nuovamente esonerato il 26 gennaio 2009.
Il 30 novembre 2009 viene assunto dal Torino come allenatore in seconda al fianco del neo-tecnico granata Mario Beretta del quale era già stato vice a Parma. Con l'esonero di Beretta, avvenuto il 10 gennaio, è esonerato anche lui.
Dal 1º luglio 2010 al 25 luglio 2011 è commissario tecnico dell'Italia under 19. Dal 1º agosto 2010 al 25 luglio 2011 è inoltre vice di Alberico Evani nell'Italia under 18.
Il 25 luglio 2011 è selezionatore dell'Under-16 e dell'Under-17. Il 6 agosto 2013 diventa selezionatore dell'Under-18 e lascia la guida dell'Under-16 rimanendo come vice. Il 1 dicembre lascia la guida dell'Under-18 al suo ex vice Paolo Vanoli. Il 17 luglio 2014 lascia l'Under-17 per ritornare alla guida dell'Under-16. Il 6 agosto 2015 oltre alla conferma come tecnico dell'Under-16 viene nominato vice dell'Under-19. Il 30 luglio 2019 torna ad allenare l'Under-17. Il 28 novembre ritorna anche alla guida dell'Under-16 al posto di Bernardo Corradi passato alla guida dell'Under-18. Il 21 Luglio 2020 viene confermato alla guida l’Under-16 e diventa vice dell'Under-17 passata a Bernardo Corradi. Il 2 agosto 2021 viene confermato alla guida dell'Under-16 e lascia il posto di vice dell'Under-17 a Massimiliano Favo.
Il 1º agosto 2024, viene ufficialmente nominato vice-coordinatore delle nazionali giovanili maschili italiane, al fianco di Maurizio Viscidi.

## Statistiche

### Presenze e reti nei club
Statistiche aggiornate al termine della carriera.
| Stagione        | Squadra         | Campionato      | Campionato | Campionato | Coppe nazionali | Coppe nazionali | Coppe nazionali | Coppe continentali | Coppe continentali | Coppe continentali | Altre coppe | Altre coppe | Altre coppe | Totale | Totale |
| Stagione        | Squadra         | Comp            | Pres       | Reti       | Comp            | Pres            | Reti            | Comp               | Pres               | Reti               | Comp        | Pres        | Reti        | Pres   | Reti   |
| --------------- | --------------- | --------------- | ---------- | ---------- | --------------- | --------------- | --------------- | ------------------ | ------------------ | ------------------ | ----------- | ----------- | ----------- | ------ | ------ |
| 1978-1979       | Piobbico        | ?               | ?          | ?          | -               | -               | -               | -                  | -                  | -                  | -           | -           | -           | ?      | ?      |
| 1979-1980       | Casale          | C1              | 4          | 0          | CI-C            | ?               | ?               | -                  | -                  | -                  | -           | -           | -           | 4+     | 0+     |
| 1980-1981       | Bellaria        | Prom.           | ?          | ?          | -               | -               | -               | -                  | -                  | -                  | -           | -           | -           | ?      | ?      |
| 1981-1982       | Cesena          | A               | 7          | 0          | CI              | 0               | 0               | -                  | -                  | -                  | -           | -           | -           | 7      | 0      |
| 1982-1983       | Rimini          | C1              | 32         | 1          | CI+CI-C         | 4+?             | 0+?             | -                  | -                  | -                  | -           | -           | -           | 36+    | 1+     |
| 1983-1984       | Brescia         | C1              | 32         | 1          | CI-C            | 4+?             | 0+?             | -                  | -                  | -                  | -           | -           | -           | 36+    | 1+     |
| 1984-1985       | Brescia         | C1              | 33         | 2          | CI+CI-C         | 2+?             | 0+?             | -                  | -                  | -                  | -           | -           | -           | 35+    | 2+     |
| 1985-1986       | Brescia         | B               | 33         | 2          | CI              | 5               | 0               | -                  | -                  | -                  | -           | -           | -           | 38     | 2      |
| 1986-1987       | Brescia         | A               | 20         | 0          | CI              | 6               | 1               | -                  | -                  | -                  | -           | -           | -           | 26     | 1      |
| 1987-1988       | Brescia         | B               | 27         | 1          | CI              | 5               | 0               | -                  | -                  | -                  | -           | -           | -           | 32     | 1      |
| 1988-1989       | Brescia         | B               | 27+1       | 0          | CI-C            | 5               | 0               | -                  | -                  | -                  | -           | -           | -           | 33     | 0      |
| Totale Parma    | Totale Parma    | Totale Parma    | 172+1      | 6          |                 | 27+             | 1+              |                    | -                  | -                  |             | -           | -           | 199+   | 7+     |
| 1989-1990       | Parma           | B               | 32         | 0          | CI              | 1               | 0               | -                  | -                  | -                  | -           | -           | -           | 16     | 0      |
| 1990-1991       | Parma           | A               | 32         | 0          | CI              | 2               | 0               | -                  | -                  | -                  | -           | -           | -           | 34     | 0      |
| 1991-1992       | Parma           | A               | 32         | 0          | CI              | 10              | 0               | CU                 | 2                  | 0                  | -           | -           | -           | 44     | 0      |
| 1992-1993       | Parma           | A               | 27         | 0          | CI              | 6               | 0               | CdC                | 7                  | 0                  | SI          | 1           | 0           | 41     | 0      |
| 1993-1994       | Parma           | A               | 21         | 0          | CI              | 3               | 0               | CdC                | 7                  | 0                  | SU          | 1           | 0           | 32     | 0      |
| Totale Parma    | Totale Parma    | Totale Parma    | 144        | 0          |                 | 22              | 0               |                    | 16                 | 0                  |             | 2           | 0           | 184    | 0      |
| 1994-1995       | Padova          | A               | 17+0       | 0          | CI              | 2               | 0               | -                  | -                  | -                  | -           | -           | -           | 19     | 0      |
| Totale carriera | Totale carriera | Totale carriera | 377+       | 7+         |                 | 53+             | 1+              |                    | 16                 | 0                  |             | 2           | 0           | 448+   | 8+     |

### Cronologia presenze e reti in nazionale
| Cronologia completa delle presenze e delle reti in nazionale ― Italia | Cronologia completa delle presenze e delle reti in nazionale ― Italia | Cronologia completa delle presenze e delle reti in nazionale ― Italia | Cronologia completa delle presenze e delle reti in nazionale ― Italia | Cronologia completa delle presenze e delle reti in nazionale ― Italia | Cronologia completa delle presenze e delle reti in nazionale ― Italia | Cronologia completa delle presenze e delle reti in nazionale ― Italia | Cronologia completa delle presenze e delle reti in nazionale ― Italia |
| Data                                                                  | Città                                                                 | In casa                                                               | Risultato                                                             | Ospiti                                                                | Competizione                                                          | Reti                                                                  | Note                                                                  |
| --------------------------------------------------------------------- | --------------------------------------------------------------------- | --------------------------------------------------------------------- | --------------------------------------------------------------------- | --------------------------------------------------------------------- | --------------------------------------------------------------------- | --------------------------------------------------------------------- | --------------------------------------------------------------------- |
| 1-5-1993                                                              | Berna                                                                 | Svizzera                                                              | 1 – 0                                                                 | Italia                                                                | Qual. Mondiali 1994                                                   | -                                                                     | 64’                                                                   |
| Totale                                                                |                                                                       | Presenze                                                              | 1                                                                     |                                                                       | Reti                                                                  | 0                                                                     |                                                                       |

## Statistiche

### Statistiche da allenatore

#### Club
Statistiche aggiornate al 10 gennaio 2009.
| Stagione        | Squadra         | Campionato      | Campionato | Campionato | Campionato | Campionato | Coppe nazionali | Coppe nazionali | Coppe nazionali | Coppe nazionali | Coppe nazionali | Coppe continentali | Coppe continentali | Coppe continentali | Coppe continentali | Coppe continentali | Altre coppe | Altre coppe | Altre coppe | Altre coppe | Altre coppe | Totale | Totale | Totale | Totale | % Vittorie | Piazzamento        |
| Stagione        | Squadra         | Comp            | G          | V          | N          | P          | Comp            | G               | V               | N               | P               | Comp               | G                  | V                  | N                  | P                  | Comp        | G           | V           | N           | P           | G      | V      | N      | P      | %          | Piazzamento        |
| --------------- | --------------- | --------------- | ---------- | ---------- | ---------- | ---------- | --------------- | --------------- | --------------- | --------------- | --------------- | ------------------ | ------------------ | ------------------ | ------------------ | ------------------ | ----------- | ----------- | ----------- | ----------- | ----------- | ------ | ------ | ------ | ------ | ---------- | ------------------ |
| 2006-feb. 2007  | Modena          | B               | 22         | 5          | 6          | 11         | CI              | 3               | 1               | 1               | 1               | -                  | -                  | -                  | -                  | -                  | -           | -           | -           | -           | -           | 25     | 6      | 7      | 12     | 24,00      | Eson., Sub., Eson. |
| apr.-giu. 2008  | Modena          | B               | 6          | 2          | 2          | 2          | CI              | -               | -               | -               | -               | -                  | -                  | -                  | -                  | -                  | -           | -           | -           | -           | -           | 6      | 2      | 2      | 2      | 33,33      | Sub., 16°          |
| 2008-gen. 2009  | Modena          | B               | 22         | 3          | 7          | 12         | CI              | 2               | 1               | 0               | 1               | -                  | -                  | -                  | -                  | -                  | -           | -           | -           | -           | -           | 24     | 4      | 7      | 13     | 16,67      | Eson.              |
| Totale carriera | Totale carriera | Totale carriera | 50         | 10         | 15         | 25         |                 | 5               | 2               | 1               | 2               |                    | -                  | -                  | -                  | -                  |             | -           | -           | -           | -           | 55     | 12     | 16     | 27     | 21,82      |                    |

#### Nazionale
| Squadra     | Naz               | dal              | al              | Record | Record | Record | Record     | Record | Record | Record | Record |
| G           | V                 | N                | P               | GF     | GS     | DR     | % Vittorie |        |        |        |        |
| ----------- | ----------------- | ---------------- | --------------- | ------ | ------ | ------ | ---------- | ------ | ------ | ------ | ------ |
| Italia U-19 | Italia (bandiera) | 1º luglio 2010   | 25 luglio 2011  | 14     | 12     | 0      | 2          | 31     | 14     | +17    | 85,71  |
| Italia U-16 | Italia (bandiera) | 25 luglio 2011   | 30 giugno 2013  | 15     | 5      | 2      | 8          | 22     | 30     | −8     | 33,33  |
| Italia U-17 | Italia (bandiera) | 25 luglio 2011   | 30 giugno 2014  | 56     | 23     | 10     | 23         | 79     | 69     | +10    | 41,07  |
| Italia U-16 | Italia (bandiera) | 1º luglio 2014   | 31 luglio 2019  | 67     | 25     | 16     | 26         | 118    | 105    | +13    | 37,31  |
| Italia U-17 | Italia (bandiera) | 1º agosto 2019   | 31 ottobre 2019 | 6      | 3      | 2      | 1          | 18     | 7      | +11    | 50,00  |
| Italia U-16 | Italia (bandiera) | 1º novembre 2019 | 30 luglio 2024  | 57     | 29     | 10     | 18         | 120    | 91     | +29    | 50,88  |
| Totale      | Totale            | Totale           | Totale          | 215    | 97     | 40     | 78         | 388    | 316    | +72    | 45,12  |

## Palmarès

### Giocatore

#### Club

##### Competizioni giovanili
- Campionato Primavera: 1

Cesena: 1981-1982

##### Competizioni nazionali
- Campionato italiano Serie C1: 1

Brescia: 1984-1985 (girone A)
- Campionato italiano di Serie B: 2

Brescia: 1985-1986
Parma: 1989-1990
- Coppa Italia: 1

Parma: 1991-1992

##### Competizioni internazionali
- Coppa delle Coppe: 1

Parma: 1992-1993
- Supercoppa UEFA: 1

Parma: 1993